# Долгохвосты
Долгохвосты (лат. Coryphaenoides) — род морских лучепёрых рыб из семейства долгохвостовых отряда трескообразных. Распространены во всех океанах, от тропических до полярных морей. Некоторые виды имеют важное промысловое значение.
Все представители рода являются глубоководными рыбами, бентопелагические, обитают на глубине от 300 до 7000 м, но большинство видов обнаружены на глубине от 700 до 2000 м. Глубоководный макрурус (C. yaquinae) — единственный представитель рода и всего семейства, который обнаружен в ультраабиссали на глубине более 7000 м.

## Описание
Тело удлинённое, сужается к хвостовой части до тонкой нити, покрыто циклоидной чешуёй с многочисленными зубчиками. Количество рядов чешуи от середины основания первого спинного плавника до боковой линии обычно не превышает 10. Хвостовой плавник отсутствует. Голова большая. Рыло короткое, заострённое или закруглённое. Есть подбородочный усик. В жаберной перепонке 6 лучей. Жаберные тычинки на первой жаберной дуге часто немногочисленные и рудиментарные.
Первый спинной плавник высокий с коротким основанием и с зазубренным первым колючим лучом. Второй спинной и анальный плавники длинные и низкие, продолжаются на хвостовую часть тела. Лучи второго спинного плавника короче лучей анального плавника. В брюшных плавниках 7—14 лучей. Анальное отверстие расположено непосредственно перед началом анального плавника. Плавательный пузырь большой. Пилорических придатков обычно менее 20, они короткие или удлинённые.
Длина тела у некоторых видов превышает 110 см, но у большинства менее 60 см.

## Классификация
В составе рода выделяют 66 видов:
- Coryphaenoides acrolepis (Bean, 1884)  — Чёрный макрурус, или чёрный долгохвост[5][1]
- Coryphaenoides affinis Günther, 1878
- Coryphaenoides alateralis N. B. Marshall & Iwamoto, 1973
- Coryphaenoides altipennis Günther, 1877
- Coryphaenoides anguliceps (Garman, 1899)
- Coryphaenoides ariommus Gilbert & W. F. Thompson, 1916
- Coryphaenoides armatus (Hector, 1875) — Вооружённый макрурус
- Coryphaenoides asper Günther, 1877 — Бугристый долгохвост[1]
- Coryphaenoides asprellus (H. M. Smith & Radcliffe, 1912)
- Coryphaenoides boops (Garman, 1899)
- Coryphaenoides brevibarbis (Goode & Bean, 1896)
- Coryphaenoides Bucephalus (Garman, 1899)
- Coryphaenoides bulbiceps (Garman, 1899)
- Coryphaenoides camurus (Smith, Radcliffe, 1912)
- Coryphaenoides capito (Garman, 1899)
- Coryphaenoides carapinus Goode, Bean, 1883
- Coryphaenoides carminifer (Garman, 1899)
- Coryphaenoides castaneus Shcherbachev & Iwamoto, 1995
- Coryphaenoides cinereus (Gilbert, 1896) — Пепельный макрурус, или пепельный долгохвост, или серый долгохвост
- Coryphaenoides delsolari Chirichigno F., Iwamoto, 1977
- Coryphaenoides dossenus P. J. McMillan, 1999
- Coryphaenoides dubius (Smith, Radcliffe, 1912)
- Coryphaenoides fernandezianus (Günther, 1887)
- Coryphaenoides ferrieri (Regan, 1913)
- Coryphaenoides filamentosus Okamura, 1970
- Coryphaenoides filicauda Günther, 1878
- Coryphaenoides filifer (Gilbert, 1896) — Нитчатый макрурус[5]
- Coryphaenoides grahami Iwamoto, Shcherbachev, 1991
- Coryphaenoides guentheri (Vaillant, 1888)
- Coryphaenoides gypsochilus Iwamoto, J. E. McCosker, 2001
- Coryphaenoides hextii (Alcock, 1890)
- Coryphaenoides hoskynii (Alcock, 1890)
- Coryphaenoides lecointei (Dollo, 1900)
- Coryphaenoides leptolepis Günther, 1877
- Coryphaenoides liocephalus (Günther, 1887)
- Coryphaenoides longicirrhus (Gilbert, 1905)
- Coryphaenoides longifilis Günther, 1877 — Длиннопёрый макрурус, или длинноплавниковый долгохвост[5][1]
- Coryphaenoides macrolophus (Alcock, 1889)
- Coryphaenoides marginatus Steindachner & Döderlein, 1887 — Окаймлённый макрурус[5]
- Coryphaenoides marshalli Iwamoto, 1970
- Coryphaenoides mcmillani Iwamoto, Shcherbachev, 1991
- Coryphaenoides mediterraneus (Giglioli, 1893)
- Coryphaenoides mexicanus (A. E. Parr, 1946)
- Coryphaenoides microps (Smith, Radcliffe, 1912)
- Coryphaenoides microstomus P. J. McMillan, 1999
- Coryphaenoides murrayi Günther, 1878
- Coryphaenoides myersi Iwamoto & Sazonov, 1988
- Coryphaenoides nasutus Günther, 1877 — Носатый макрурус, или носатый долгохвост[5][1]
- Coryphaenoides oreinos Iwamoto, Sazonov, 1988
- Coryphaenoides orthogrammus (Smith, Radcliffe, 1912)
- Coryphaenoides paramarshalli Merrett, 1983
- Coryphaenoides profundicolus (Nybelin, 1957)
- Coryphaenoides rudis Günther, 1878[6]
- Coryphaenoides rupestris Gunnerus, 1765 — Тупорылый макрурус
- Coryphaenoides semiscaber  Gilbert & C. L. Hubbs, 1920
- Coryphaenoides serrulatus Günther, 1878
- Coryphaenoides sibogae M. C. W. Weber & de Beaufort, 1929
- Coryphaenoides soyoae Nakayama & Endo, 2016[6]
- Coryphaenoides spinulosus (Gilbert & Burke, 1912)
- Coryphaenoides striaturus Barnard, 1925
- Coryphaenoides subserrulatus Makushok, 1976 — Пильчатый долгохвост[1]
- Coryphaenoides thelestomus Maul, 1951
- Coryphaenoides tydemani (M. C. W. Weber, 1913)
- Coryphaenoides woodmasoni (Alcock, 1890)
- Coryphaenoides yaquinae Iwamoto & Stein, 1974 — Глубоководный макрурус[5]
- Coryphaenoides zaniophorus (Vaillant, 1888)